# Nouveau Calls
Nouveau Calls – czternasty album studyjny Wishbone Ash. Album nagrany oryginalny składem po 14 latach.

## Lista utworów
1. "Tangible Evidence"
2. "Clousseau"
3. "Flags of Convenience"
4. "From Solo to Sunset"
5. "Arabesque"
6. "In the Skin"
7. "Something's Happening in Room 602"
8. "Johnny Left Home Without It"
9. "The Spirit Flies Free"
10. "A Rose is a Rose"
11. "Real Guitars Have Wings"
12. "T-Bone Shuffle"

## Twórcy albumu
- Andy Powell – gitara
- Ted Turner – gitara
- Martin Turner – gitara basowa
- Steve Upton – perkusja